# Стрешинский район
Стрешинский район (бел. Стрэшынскі раён) — административно-территориальная единица в составе Белорусской ССР, существовавшая в 1924—1927 и 1939—1956 годах. Центр — местечко (с 1938 — городской посёлок) Стрешин.
Стренинский район был образован в 1924 году в составе Бобруйского округа. В 1926 году площадь района составляла 594 км², а население 23,6 тыс. чел. В 1927 году район был упразднён, а его территория включена в состав Жлобинского района.
28 июня 1939 года Стрешинский район был восстановлен в составе Гомельской области. По данным на 1 января 1947 года площадь района составляла 0,8 тыс. км². В него входили городской посёлок Стрешин и 10 сельсоветов: Верхне-Олбянский, Доброгощенский, Затонский (центр — д. Проскурни), Кабановский, Коротковичский, Мормальский, Новомарковичский, Папоротнянский, Скепиенский, Стрешинский.
В декабре 1956 года Стрешинский район был упразднён, а его территория передана в Жлобинский район.